# Слуга (шаблон проєктування)
Слуга (англ. Servant) — шаблон проєктування, який дозволяє визначити спільний функціонал для різних ієрархій класів.

## Реалізація
Нехай, необхідно реалізувати функціональність, яка спільна для різної ієрархії класів, наприклад, рух у просторі для геометричних фігур та тварин. Для того, щоб не дублювати код його можна винести у функцію, спільний клас (для мов що дозволяють множинне успадкування), у метод інтерфейсу (для мов, що дозволяють реалізацію інтерфейсу), метод розширення інтерфейсу, тощо.
```
// допоміжний клас

public
 
class
 
Position
 

{

	
private
 
int
 
xPosition
;

	
private
 
int
 
yPosition
;

	
public
 
Position
(
int
 
x
,
 
int
 
y
)
 

	
{

		
xPosition
 
=
 
x
;

		
yPosition
 
=
 
y
;

	
}

    
.
 
.
 
.

}

// інтерфейс, що об'єднує ієрархію класів, та надає необхідні методи для роботи "слуги"

public
 
interface
 
IMovable
 

{

	
void
 
setPosition
(
Position
 
p
);

	
Position
 
getPosition
();

}

// несумісні ієрархії класів

public
 
abstract
 
class
 
ShapeBase
 
{
 
...
 
}

public
 
class
 
Triangle
:
 
ShapeBase
,
 
IMovable
 
{
 
...
 
}

public
 
class
 
Circle
:
 
ShapeBase
,
 
IMovable
 
{
 
...
 
}

public
 
abstract
 
class
 
AnimalBase
 
{
 
...
 
}

public
 
class
 
Cat
:
 
AnimalBase
,
 
IMovable
 
{
 
...
 
}

public
 
class
 
Duck
:
 
AnimalBase
,
 
IMovable
 
{
 
...
 
}

// слуга, містить спільний код

public
 
class
 
MoveServant
 

{

	
public
 
void
 
MoveTo
(
IMovable
 
serviced
,
 
Position
 
expectedPosition
)
 

	
{

		
while
 
(
serviced
.
getPosition
()
 
!=
 
expectedPosition
)

		
{

			
var
 
dPosition
 
=
 
(
expectedPosition
 
-
 
service
.
getPosition
())
 
/
 
10
;

			
serviced
.
setPosition
(
dPosition
);

		
}

	
}

}

```